# ФК Динамо (Санкт Петербург)
Динамо (Санкт Петербург) е руски футболен отбор от едноименния град.

## История
Основан е през 1922 като отбор на петроградския губернски отдел на държавното политическо управление. През 1924 е преименуван на Динамо. През 1936, 1938, 1947 и 1952 достигат полуфинал за националната купа. През 1954 на базата на Динамо е основан „Трудови резерви“. Те достигат 4 място в клас А през първия сезон от съществуването си. През 1960 отборът връща старото си име. Динамо продължава да съществува в първа и втора лига на СССР.
След разпадането на СССР Динамо попада в 1 лига, зона запад, но завършва на 17 място и изпада. През 1993 изпадат в Руска Трета Лига, но още на следващия сезон се връщат във Втора. През 2001 Динамо печели втора лига и се класира за първа. В края на сезон 2002 Динамо завършва на 4 място, но след края на сезона ПФЛ присъжда служебни загуби на отбора поради незаконно получени руски паспорти на молдовеца Олег Шишкин и беларусите Андрей Лаврик и Александър Чайка. В 2003 завършват на 5 място, но в края на сезона Динамо е разформировано.
През март 2007 на базата на ФК Петротрест (Санкт Петербург) отборът е възстановен и участва във втора дивизия. През 2009 Динамо печелят втора дивизия и се класират в първа. В 2010 питерци сменят 6 треньора, но изпадат. На 29 юни 2011 Динамо е разформировано.
От сезон 2013/14 отборът на Петротрест ще се състезава под името Динамо.

## Известни играчи
- Александър Панов
- Олег Шишкин
- Генади Орлов
- Дмитрий Давидов
- Александър Макаров
- Сергей Рогачев
- Дмитрий Епифанов
- Любомир Кантонисов
- Роман Орещук

## Български футболисти
- Милен Георгиев: 2003 (9 мача - 0 гола)